# Allgame
Allgame (раніше All Game Guide) — комерційна інформаційна база даних комп'ютерних ігор для різних платформ (персональні комп'ютери, ігрові приставки, портативні ігрові пристрої). Allgame належить All Media Guide, поряд з Allmusic та Allmovie.
Сайт AllGame був закритий 12 грудня 2014 року.